# Angowice
Angowice – wieś w Polsce położona w województwie pomorskim, w powiecie chojnickim, w gminie Chojnice. Połączenie z centrum Chojnic umożliwiają autobusy Miejskiego Zakładu Komunikacji (linia nr 10) oraz autobusy PKS.
5 maja 1357 wielki mistrz zakonu krzyżackiego Winrich von Kniprode nadał Długiemu Henningowi 48 łanów w Angowicach na prawie chełmińskim. Od jego osoby wieś uzyskała miano Henigsdorf, w 1570 właścicielami trzech folwarków w Angowicach nadal byli Heningowscy. Prywatna wieś szlachecka położona była w drugiej połowie XVI wieku w województwie pomorskim.  Okupację niemiecką Angowic zakończyło 14 lutego 1945 roku zajęcie miejscowości przez wojska 70 Armii 2 Frontu Białoruskiego Armii Czerwonej. W latach 1954–1959 wieś należała i była siedzibą władz gromady Angowice, po jej zniesieniu w gromadzie Charzykowy. W latach 1975–1998 miejscowość administracyjnie należała do województwa bydgoskiego.